# Running Wild (1992)
Running Wild ist ein Dokumentarfilm von Egon Humer aus dem Jahr 1992.

## Inhalt
Der Film beobachtet Jugendbanden im Wien der frühen 1990er Jahre. Vielfach sind es (fast ausschließlich männliche) Heranwachsende der zweiten oder dritten Generation von Migranten, aber auch österreichische Jugendliche, die sich zu Gruppen zusammenschließen und durch die Parks und Gassen der Wiener Vorstädte streifen. Die Jugendlichen erzählen von ihren Träumen, Hoffnungen, aber auch von ihren Erfahrungen, die oft mit Gewalt zu tun haben.

## Kontext
Die Produktion entstand vor dem Hintergrund einer seinerzeit geführten Debatte um vermehrt wahrnehmbare Jugendkriminalität in Wien. In dieses Klima spielt aber auch der Fall des Eisernen Vorhangs kurz zuvor und der Aufstieg der FPÖ mit stark ausländerfeindlichen Wahlkämpfen.